# Peipsiääre
Peipsiääre (em estoniano:  Peipsiääre vald) é um município rural estoniano localizado na região de Tartumaa.